# Alloteuthis
Genre
Synonymes
- genre Acrololigo Grimpe, 1921[1]
- Acroteuthis Berry, 1913[2]
- genre Acroteuthis Berry, 1913[1]
- genre Acruroteuthis Berry, 1920[1]
- sous-genre Loligo (Alloteuthis) Wülker, 1920 (préféré par BioLib)[2]
- sous-genre Loligo (Alloteuthis) Wülker, 1920[1]
- genre Teuthis Schneider, 1784[1]

Alloteuthis est un genre de calmars de la famille des Loliginidae (autrefois considéré comme un sous-genre  du genre Loligo).

## Liste des espèces
Selon World Register of Marine Species (17 novembre 2018) :
- Alloteuthis africana Adam, 1950 - Casseron africain (côte ouest-africaine)
- Alloteuthis media (Linnaeus, 1758) (Atlantique européen et Méditerranée)
- Alloteuthis subulata (Lamarck, 1798) (Atlantique européen et Méditerranée)

## Galerie

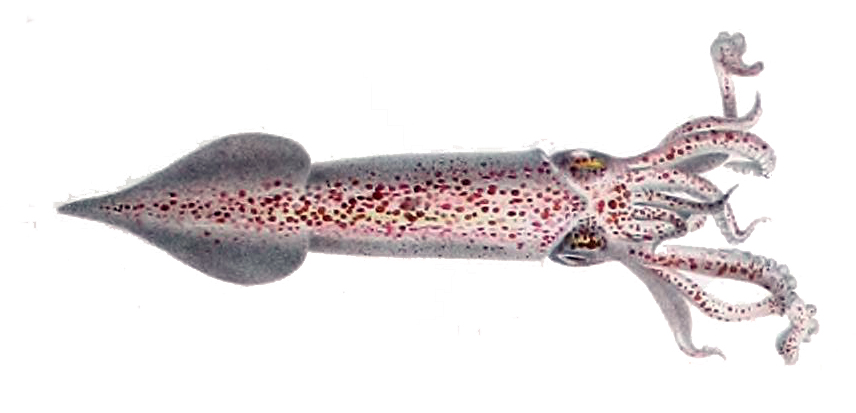
Alloteuthis media
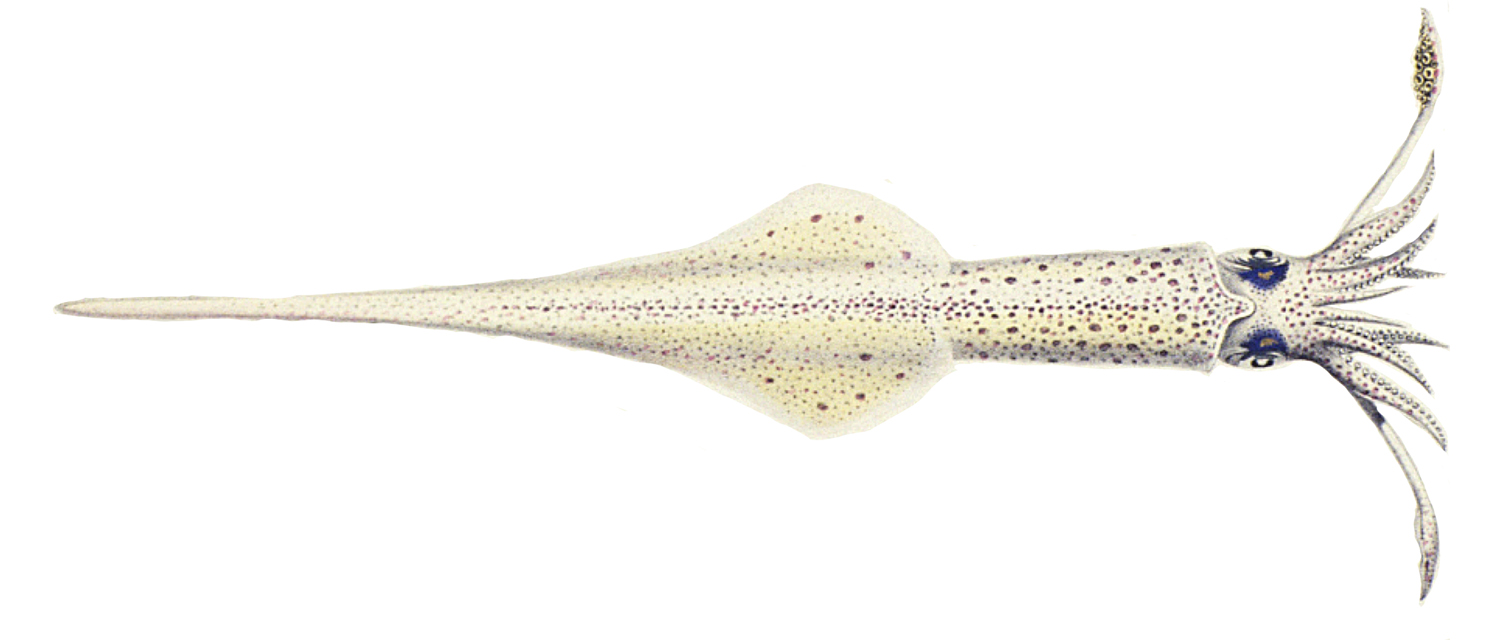
Alloteuthis subulata

### Publication originale
- Wülker, 1920 : Über Cephalopoden des Roten Meeres. Senckenbergiana, vol. 2, pp. 48–58 (texte intégral) (de).